# Соня Крімі
Соня Крімі (фр. Sonia Krimi; рід. 20 грудня 1982, Туніс) — французький політик туніського походження, депутат національних зборів Франції (2017).

## Біографія
Дочка Райєма Крімі (R'haiem Krimi), колишнього власника магазину в громаді Крімі, за 5 км від селища Айн-Драхам у Тунісі. Закінчила початкову школу в передмісті міста Туніс Еттахрір, середню освіту отримала в Набері в Північно-західній провінції Тунісу і в ліцеї міста Ель-Кеф, де закінчила бакалаврат. В 2005 році отримала ступінь магістра у вищій комерційній школі міста Мануба, після чого поїхала до Франції, де вже жив її батько, п'ять років потому отримала докторський ступінь з управління в Тулонському університеті, також володіє двома ступенями магістра — менеджменту, фінансів і стратегічного контролю, а також з міжнародної торгівлі. Викладала в Паризькому університеті підприємницьку стратегію і менеджмент, працювала консультантом в ядерній промисловості. У 2012 році оселилася в департаменті Манш на півострові Котантен.
У 2012 році отримала французьке громадянство.
На парламентські вибори 2017 року пішла як прихильниця президентської більшості Емманюель Макрона, однак у 4-му виборчому окрузі департаменту Манш перемогла у двох турах голосування офіційного кандидата партії Вперед, Республіка! Блеза Містлера (Blaise Mistler) (критики назвали Крімі одним з депутатів з найгіршими електоральними показниками — у другому турі за неї проголосувало лише 17,6 % зареєстрованих виборців).
Увійшла до фракції партії «Вперед, Республіка!» є членом Комісії у закордонних справах.
В числі п'ятнадцяти «дисидентів», які належать до лівого крила правлячої партії, виступила проти законопроєкту про імміграцію, запропонованого міністром внутрішніх справ Жераром Коллоном.